# Venkoelen (waterplas)
De Venkoelen is een waterplas in de Nederlandse gemeente Venlo en ligt in het stroomgebied van de Maas. Het meer ligt in het natuurgebied Zwart Water ten noorden van de stad Venlo en ten zuidoosten van het dorp Velden. Het water van de waterplas wordt door de Latbeek afgevoerd naar de Maas.

## Toponiem
De naam Venkoelen is een verbastering van het woord venkuilen.

## Geschiedenis
De waterplas is ontstaan door vervening. Het omliggende bis is aangeplant vanaf 1930.

## Geologie
Het gebied en de waterplas ligt op een oud Maasterras uit het Allerød-interstadiaal. Ten oosten en noordoosten bevindt zich een hoger Maasterras.